# Zarya

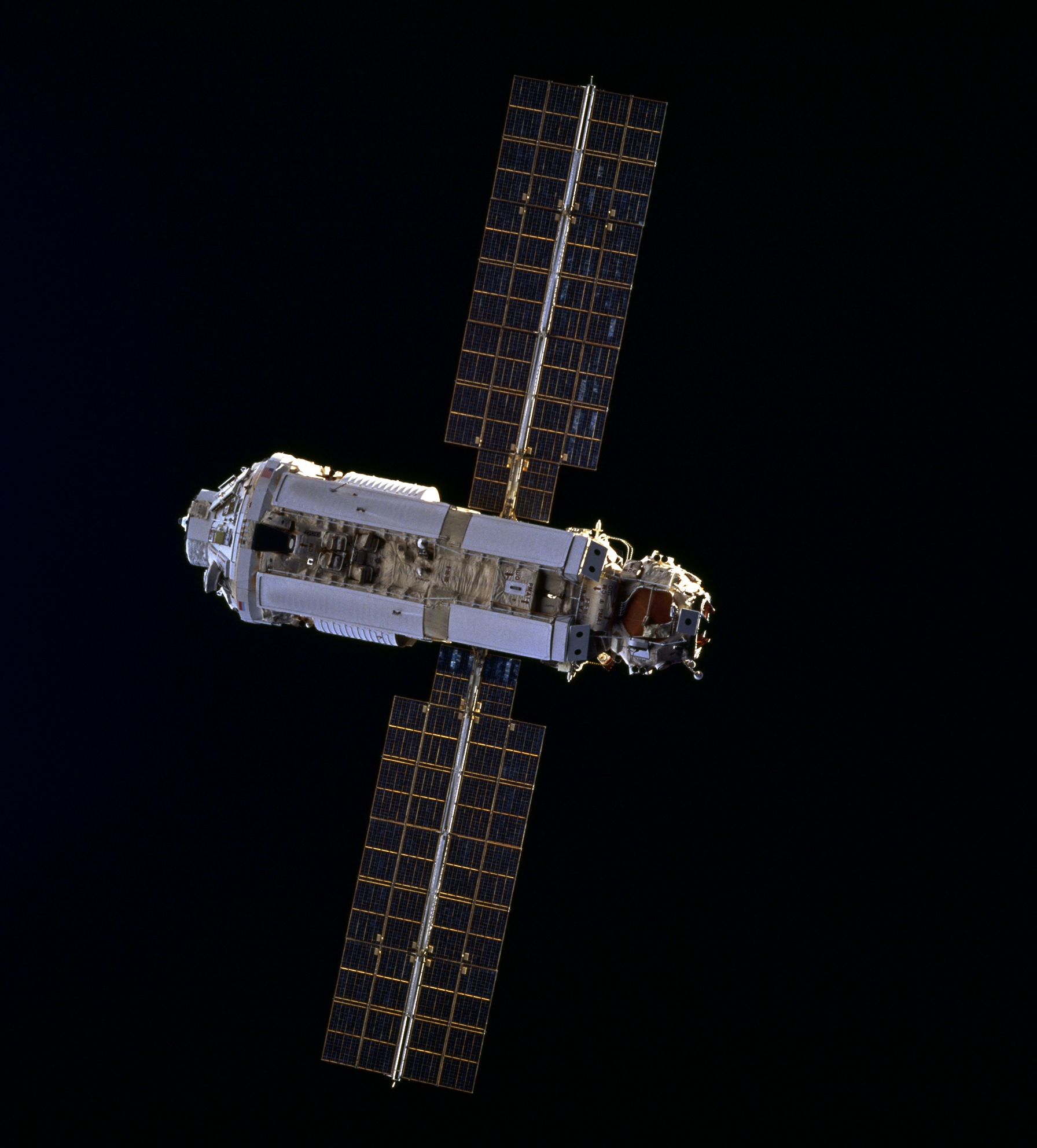
Módulo Zarya, visto da STS-88 em 1998.

Zarya  (russo: Заря́; "amanhecer"), é um dos módulos que compõem a Estação Espacial Internacional. Foi o primeiro componente da estação a ser enviado para o espaço, em 20 de novembro de 1998. Durante o período inicial da montagem da estação, ele forneceu eletricidade, armazenamento, propulsão, comunicação, orientação e estabilidade à ISS. Com o lançamento e a montagem em órbita de outros módulos mais sofisticados e com funcionalidade mais específica, ele hoje é usado principalmente para armazenamento de material, tanto dentro da seção pressurizada quanto em tanques de combustível montados em seu exterior. Ele é descendente da espaçonave TKS construída para o programa espacial russo Almaz. Seu nome, que significa "Amanhecer", lhe foi dado porque ele significava o alvorecer de uma nova era na cooperação internacional no espaço. Apesar de construído na Rússia, ele pertence aos Estados Unidos, que financiou sua construção.

## Construção
O desenho do Zarya inicialmente foi projetado como um módulo para estação espacial russa Mir, mas nunca foi ao espaço até o encerramento deste programa. Um bloco funcional de carga (FGB) foi incorporado como um motor no estágio superior da espaçonave militar russa Polyus, que falhou em seu lançamento com um foguete Energia e não foi mais utilizada. Com o fim do programa Mir, o design do cargueiro foi adaptado para a Estação Espacial Internacional.
O módulo é capaz de manter a estação e fornece considerável energia via bateria;foi considerado nos meios ocidentais que ele tenha sido inicialmente construído tanto para dar potência quanto controlar o recuo de uma futura derivação do então secreto sistema militar a laser Skif/Polyus. Especialistas em engenharia aeroespacial comentaram que o módulo Zarya teria sido construído mais barato e colocado em órbita mais rápido do que deveria ser possível na era pós-soviética, e que ele poderia ter sido desenvolvido a partir do hardware laser Skif, que tinha sido cancelado após o fracasso do lançamento da Polyus em 1987. A pesquisa e o desenvolvimento de um design similar foi pago tanto pela URSS quanto pela Rússia; o design do módulo e de todos os seus sistemas são russo-soviéticos. Sua construção foi financiada pelos EUA através de contratos americanos nos anos 90 para ser o primeiro módulo da estação. Construído nas fábricas do Centro Espacial Estatal de Produção e Pesquisa Khrunichev (KhSC) em Moscou, seu sistema de controle foi desenvolvido na Khartron Corp., em Kharkov, Ucrânia.  O módulo foi incluído dentro do planejamento financeiro da NASA para a ISS especialmente por causa do preço, US$220 milhões, contra os US$450 milhões da opção "Bus 1" da Lockheed. Como parte do contrato, o Khrunichev construiu também um modelo reserva idêntico (FGB-2) para alguma contingência. Este segundo modelo foi oferecido para uma variedade de projetos e acabou utilizado na construção do módulo-laboratório multi-propósito russo Nauka. Em novembro de 2013, a Boeing ofereceu um contrato de US$70 milhões ao Centro Khrunichev para estender o ciclo de vida útil do Zayra até 2020.

## Estrutura

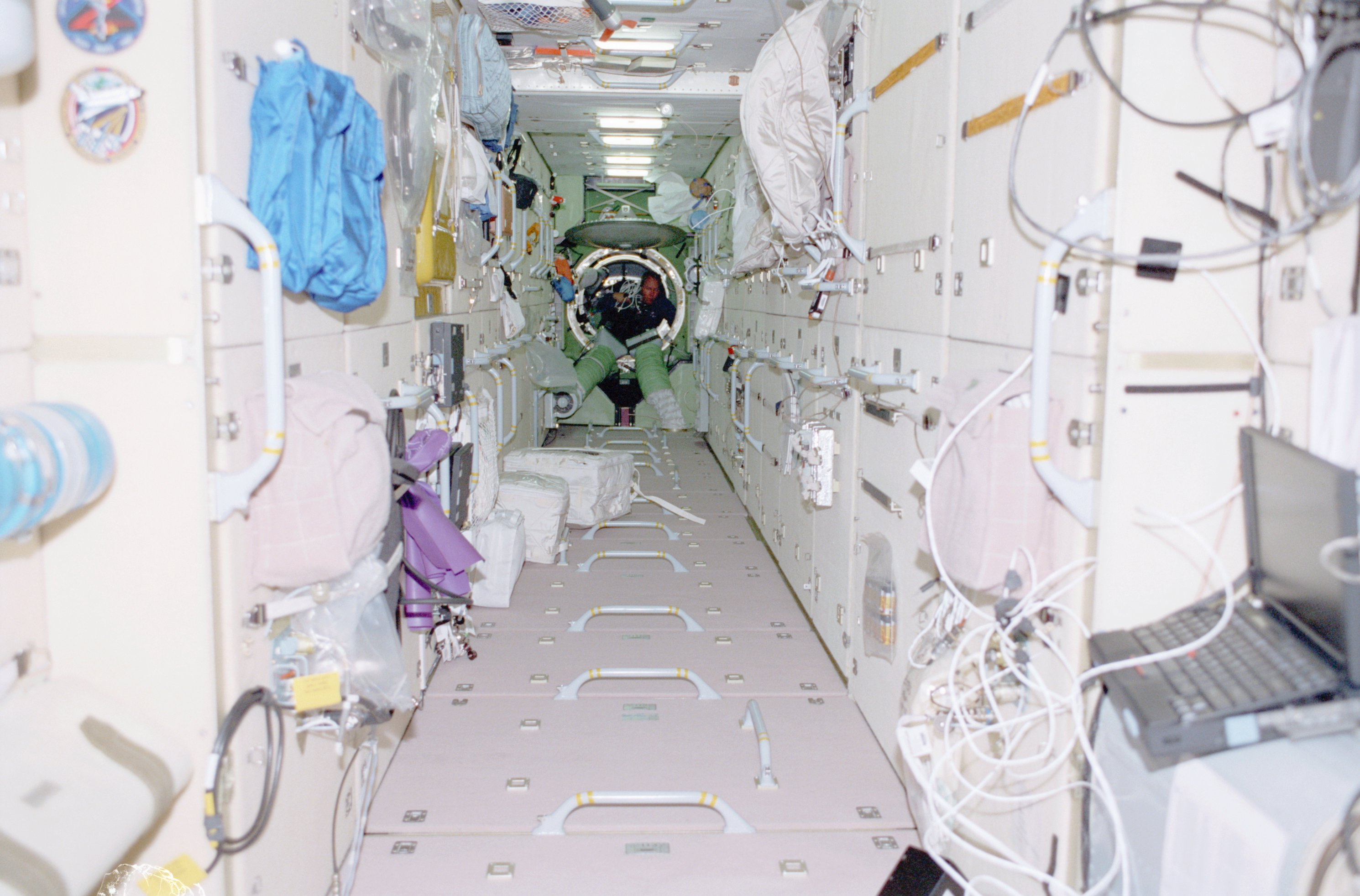
O interior do módulo.

O Zarya tem uma massa de 19.323 kg, 12,56 m de comprimento e 4,11 m de largura em seu ponto mais largo. Ele tem três portos de docagem: um em forma de eixo na extremidade dianteira da esfera de encaixe, um no lado voltado para a Terra (porto Nadir) da esfera de encaixe, e um em forma de eixo na extremidade traseira. Ligado ao porto frontal está o Adaptador Pressurizado de Acoplagem PMA-1, que por sua vez é conectado ao módulo Unity – esta é a conexão entre o Segmento Orbital Russo e o Segmento Orbital Americano (USOS) na estação. Conectado à popa está o módulo de serviço Zvezda; o ponto de acoplagem mais inferior (Nadir) era inicialmente usado como porto de acoplagem das naves Soyuz e Progress no segmento russo; atualmente, o módulo Rassvet está docado de maneira semipermanente ao Nadir do Zarya e as espaçonaves visitantes usam o Nadir do Rassvet como porto de acoplagem.
O Zarya tem dois painéis solares medindo 10,67 m x 3,35 m e seis baterias de níquel cádmio que fornecem 3kw de energia em média – os painéis precisam estar recolhidos para que os radiadores  P1/S1 da ISS Truss possam ser instalados/substituídos. Ele tem 16 tanques externos de combustível que comportam 5,4 ton métricas de propelente; ele também possui 12 grandes jatos de direção, 12 pequenos jatos de direção e dois grandes motores usados para reinicialização da estação e grandes mudanças orbitais; com a acoplagem do Zvezda estes estão agora permanentemente desativados. Como eles não são mais necessários para os motores, seus tanques de propelente são agora usados para armazenar combustível adicional para o Zvezda.

## Lançamento e acoplagem
O Zarya foi lançado ao espaço em 20 de novembro de 1998 por um foguete Proton do Cosmódromo de Baikonur, no Casaquistão. Foi planejado para alcançar um órbita máxima de 400 km de altitude e ter a duração de ao menos quinze anos. Após ela se estabilizar na órbita programada, o ônibus espacial Endeavour STS-88 foi lançado de Cabo Kennedy em 4 de dezembro, levando o módulo Unity para fazer a acoplagem dos dois módulos e dar início à ISS. Apesar de ter sido construído para voar autonomamente apenas entre seis e oito meses, o Zarya foi obrigado a fazê-lo – e funcionou perfeitamente – por quase dois anos devido a atrasos no módulo Zvezda. Este último foi finalmente lançado em 12 de julho de 2000, e conectou-se ao Zarya usando o sistema de acoplagem russo via radiotelemetria Kurs.